# Saint-Maurice-l'Exil
 Saint-Maurice-l'Exil  es una población y comuna francesa, en la región de Ródano-Alpes, departamento de Isère, en el distrito de Vienne y cantón de Roussillon.

## Demografía
| 2568 | 3433 | 3735 | 4070 | 5218 | 5515 |
| Para los censos de 1962 a 1999 la población legal corresponde a la población sin duplicidades (Fuente: INSEE [Consultar]) |      |      |      |      |      |

Forma parte de la aglomeración urbana de Roussillon.